# Correios de Moçambique

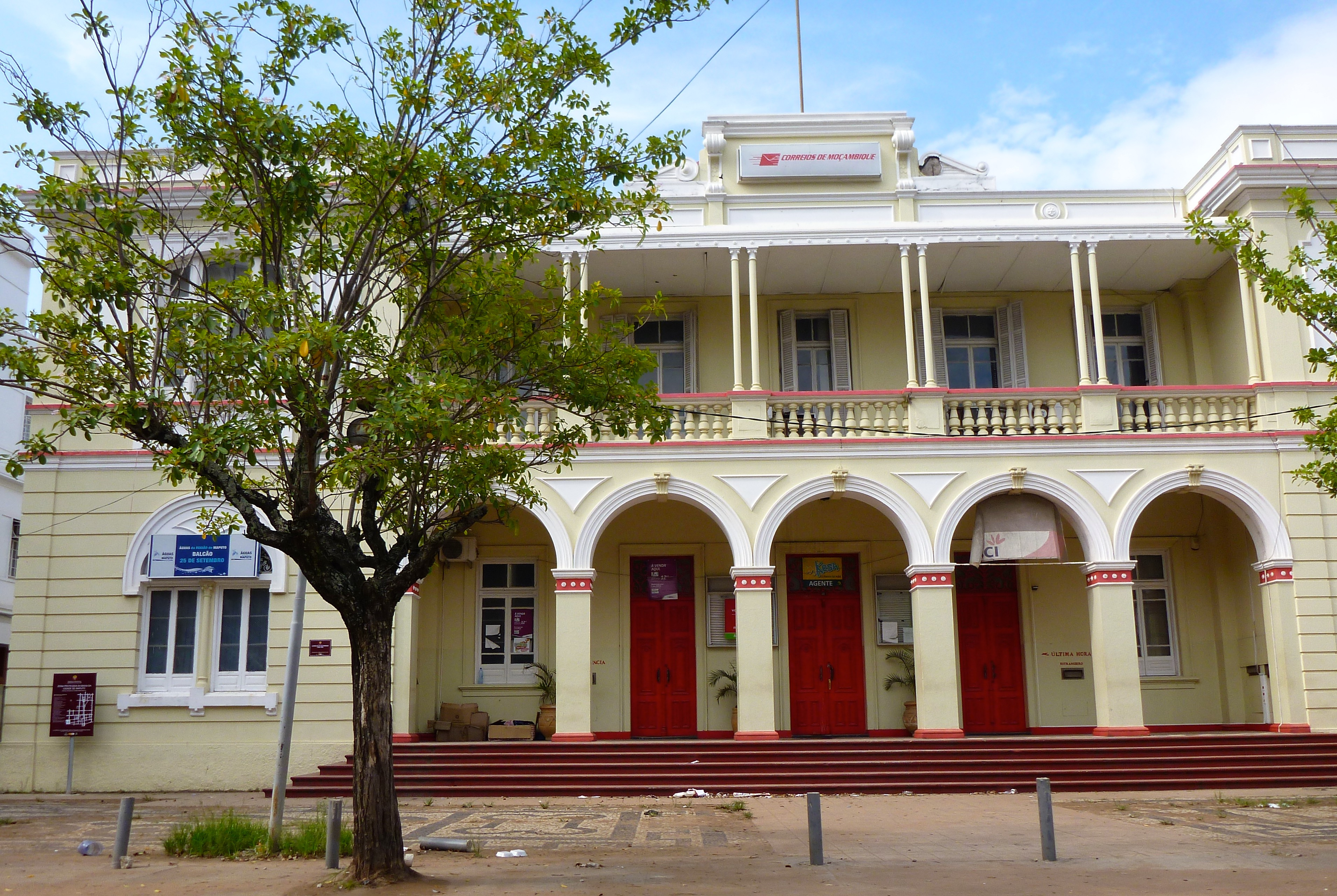
Ehemaliger Sitz der Correios de Moçambique im Hauptpost-Gebäude in Maputo

Empresa Nacional dos Correios de Moçambique, E. P., kurz Correios de Moçambique, E. P., war das mosambikanische, staatliche Postunternehmen.

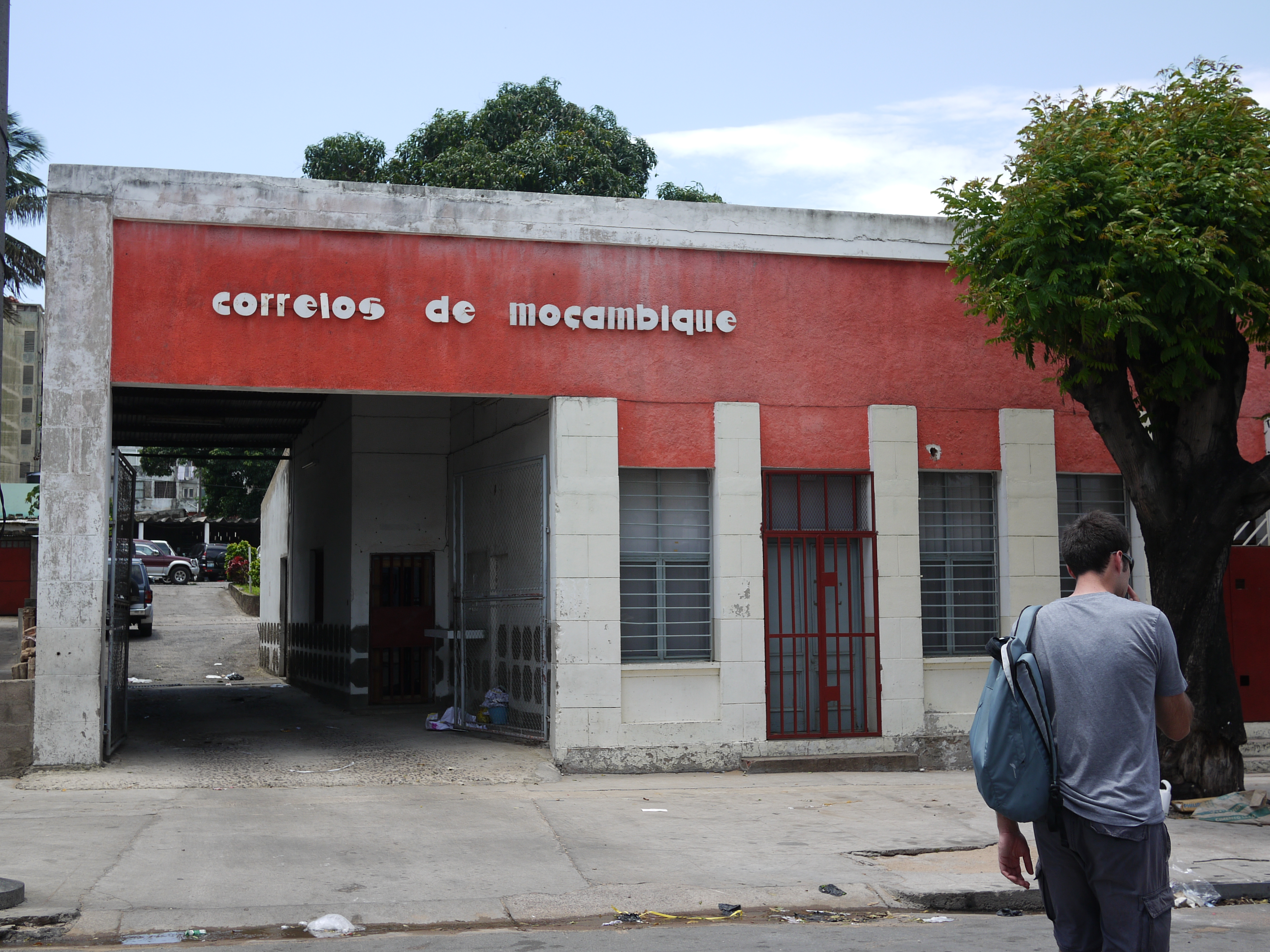
Filiale in Inhambane (Provinz Inhambane)

## Geschichte
Nach der Unabhängigkeit Mosambiks bestand die koloniale (portugiesische) Post CTT bis 1981 weiter. Erst danach gründete die mosambikanische Regierung eine eigene staatliche Post, zeitgleich entstand die mosambikanische Telekom Telecomunicações de Moçambique (TDM). Die neue Post übernahm alle Einrichtungen der vorherigen portugiesischen Post CTT und bezog ebenso ihren Sitz in den Räumen des Hauptpostgebäudes im Zentrum Maputos.
1992 wurde das Unternehmen zu einem öffentlichen Unternehmen (Empresa Pública, E.P) umgewandelt. Seit 2015 leitete Valdemar Sérgio Jessen das Unternehmen als Verwaltungsratsvorsitzender (Presidente do Conselho de Administração). Es stand unter Aufsicht des Verkehrsministeriums, wobei der Staat über das Instituto de Gestão das Participações do Estado die Eigentumsrechte ausübte.
Das Postmonopol wurde 2016 aufgehoben. Aufgrund schwieriger wirtschaftlicher Verhältnisse und einem hohen Schuldenstand verkündete Verwaltungsratsvorsitzender Jessen im April 2019, dass die Zahl der Angestellten von 620 auf 326 landesweit reduziert werden solle – insgesamt würden gut 73 Prozent der Unternehmensausgaben sich auf Personalkosten belaufen. Zudem erwäge das Unternehmen fünf Filialgebäude zu veräußern und die Hälfte der Unternehmensanteile zu verkaufen. Ende Mai 2021 beschloss die mosambikanische Regierung das Unternehmen mit seinen noch 516 Beschäftigten abzuwickeln. Postdienstleistungen sollen von privaten Firmen übernommen werden. Das Unternehmen wurde zum 1. Juni 2025 aufgelöst.
Der private Betreiber Correio Expresso de Moçambique (CORRE), ein Tochterunternehmen der portugiesischen Post CTT, wurde mit den Universalpostdienstleistungen in Mosambik beauftragt.

## Dienstleistungen und Infrastruktur
Correios de Moçambique wwr in allen Provinzen Mosambiks vertreten, in den meisten Distrikten fand sich in der jeweiligen Distriktshauptstadt eine Filiale des Unternehmens.
Das Unternehmen bot übliche Postleistungen (Versand von Standardbriefen, Faxen, Telegrammen, Paketen) an. Der Standardbriefversand besaß in Mosambik nie eine große Bedeutung und verlor zudem mehr an Boden. Zustellung erfolgte nur an Postfächer.

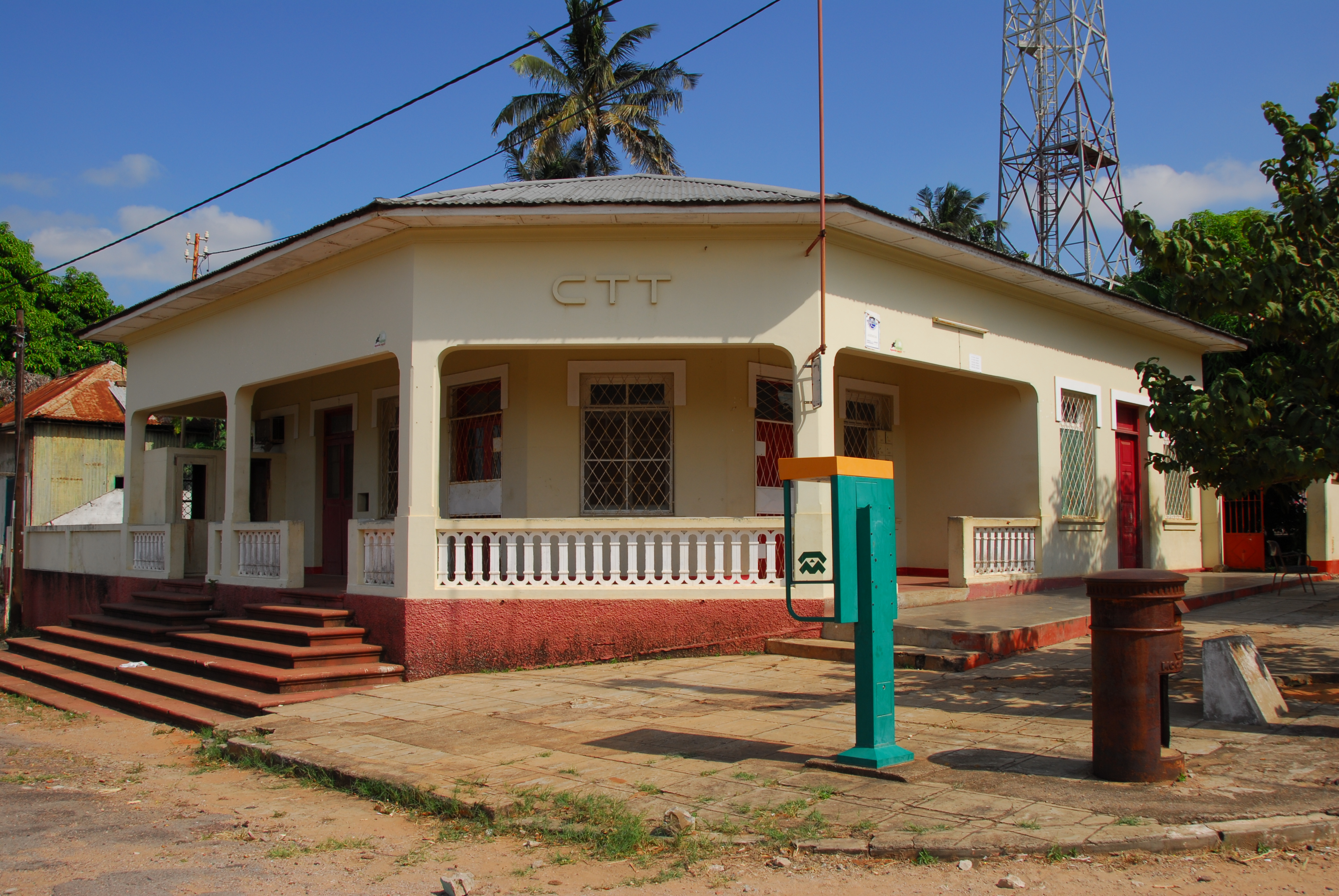
Filiale in Marracuene (Provinz Maputo)

Auf Anweisung der mosambikanischen Regierung orientierte sich das Unternehmen in den letzten Jahren seines Bestehens neu und erschloss weitere Marktsektoren. So gründete Correios de Moçambique eine Postbank, um den Vorteil der gut ausgebauten Filialinfrastruktur zu nutzen und um mehr Menschen in Mosambik eine Teilhabe an finanziellen Dienstleistungen zu geben. Unter anderem vergab die Postbank Mikrokredite.
2014 gründete die Post das Tochterunternehmen PostBus und war dadurch in der Lage, zusätzliche und bessere Verkehrsverbindungen sowie Warentransporte in Mosambik anzubieten. Zwischen Oktober 2014 und März 2015 beförderten die Postbusse 14.000 Fahrgäste.